# Dausfeld

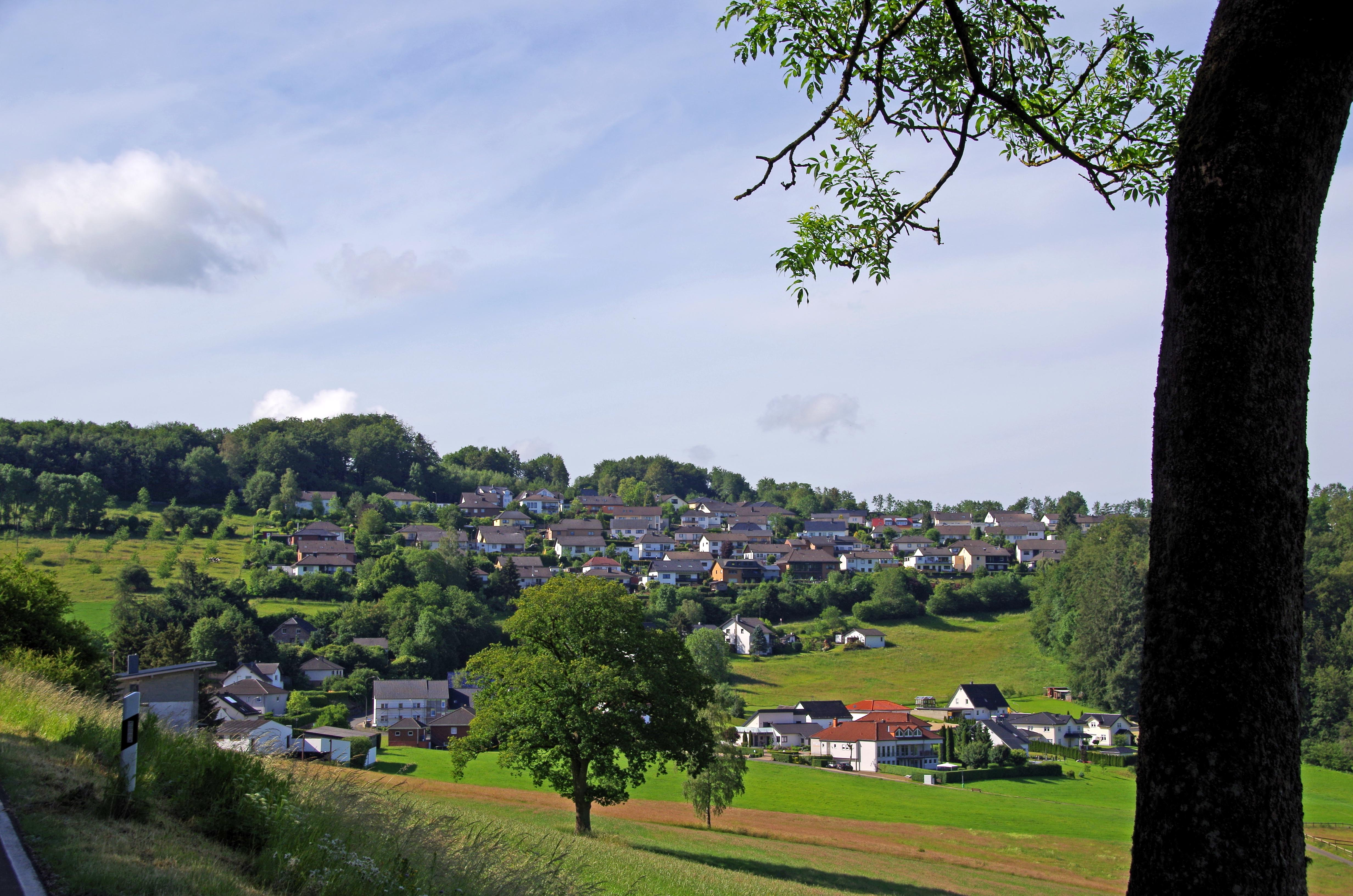
Ortsansicht Dausfeld

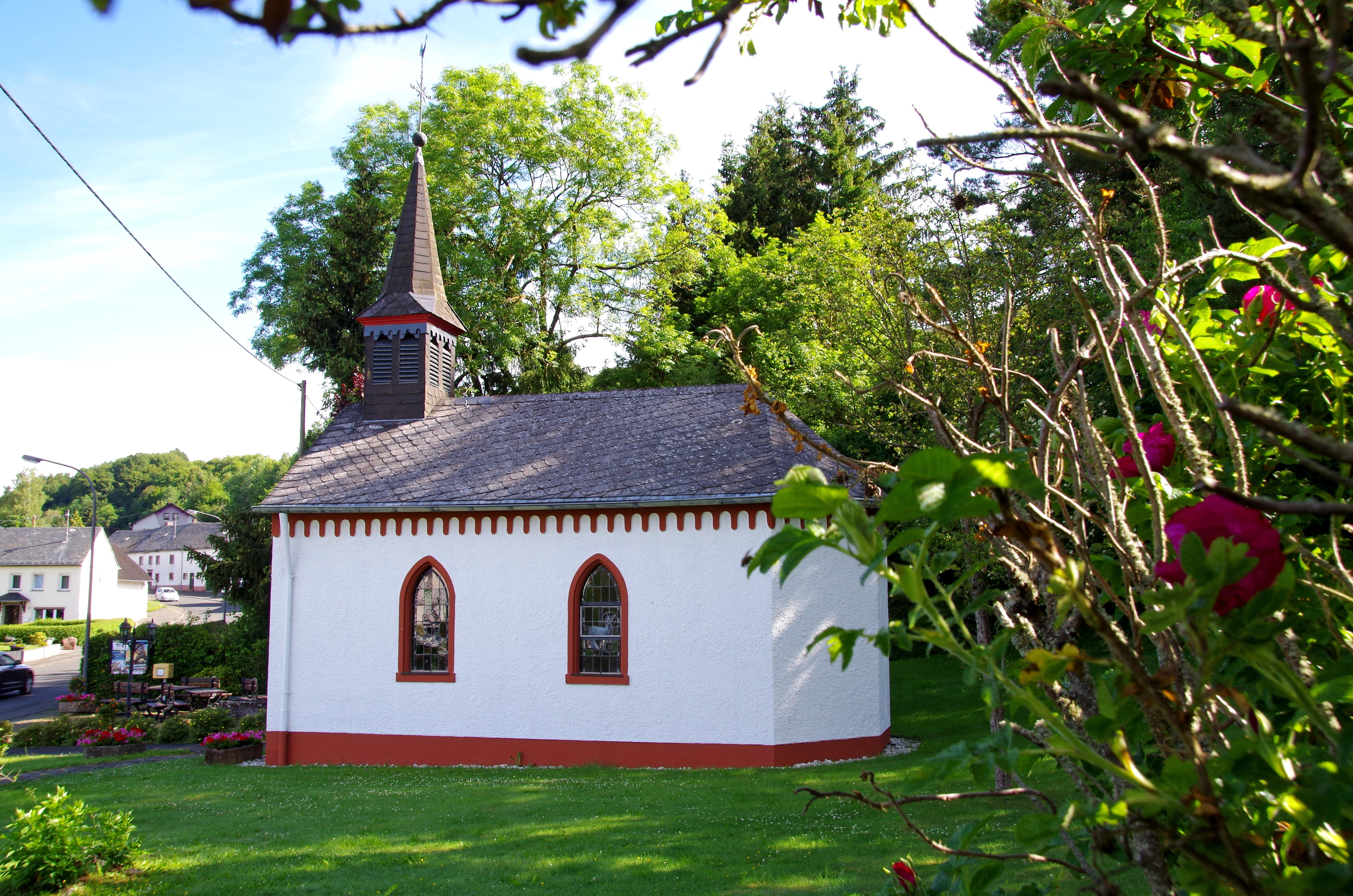
Seitenansicht Kapelle St. Odilia

Dausfeld ist ein Stadtteil der Stadt Prüm im Eifelkreis Bitburg-Prüm in Rheinland-Pfalz.

## Geographische Lage
Dausfeld liegt im Tal der Prüm, die westlich des Ortes verläuft. Zum Ort gehört auch der Wohnplatz Dausfelder Mühle. Durch das Dorf verläuft die K 164. Nachbarorte sind im Norden Hermespand, im Osten Weinsheim und im Südwesten Prüm.

## Geschichte
1939 wurden bei Erdarbeiten Brandgrubengräber der Hunsrück-Eifel-Kultur (Latènezeit) entdeckt, die auf eine wesentlich frühere Besiedlung des Gebietes seit mindestens dem 5. Jahrhundert v. Chr. schließen lassen.
Erstmals urkundlich erwähnt wurde Dausfeld im Jahr 816 als Deofansfeld. 1291 wurde es in einer Urkunde Duslet genannt. und 1379 Dausleit. Damals verkaufte Brun von Prüm wohnhaft zu Münstereifel mit Genehmigung der Abtei Prüm seinen Besitz zu Prüm, Hermespand und Dausfeld an Jakob von Jünkerath wohnhaft zu Prüm.
Am 1. Januar 1971 wurde die bis dahin eigenständige Gemeinde Dausfeld in die Stadt Prüm eingemeindet.

## Kultur und Sehenswürdigkeiten

### Bauwerke
Sehenswert ist in Dausfeld vor allem ein Bildstock westlich des Ortes. Dieser ist mit 1847 bezeichnet und wurde nach dem Vorbild des Schönecker Typs gertigt. Es handelt sich um einen Kreuzigungsbildstock.
Ferner gibt es die Kapelle St. Odilia am nördlichen Ortsrand. Im Zuge von Straßenbaumaßnahmen wurde sie innerhalb des Ortes abgebrochen und an dieser Stelle neu errichtet.
Schließlich existiert noch die Dausfelder Mühle an der Prüm.

### Naherholung
Im Raum Prüm existieren zahlreiche Wanderwege. Südlich von Dausfeld verläuft die rund 7 km lange Canyon Runde von Dausfeld. Es handelt sich um einen Rundweg bis nach Rommersheim und zurück.

## Bevölkerungsentwicklung
| Jahr | Einwohner |
| ---- | --------- |
| 1933 | 73        |
| 1939 | 68        |
| 2014 | 488       |